# Aristizza Romanescu
Aristizza Romanescu (Craiova, 24 dicembre 1854 – Iași, 4 giugno 1918) è stata un'attrice teatrale e docente rumena.

## Biografia
Nacque a Craiova nel 1854 da Constantin Demetriad e Paulina Stavrescu, entrambi attori. Era cugina del mezzosoprano Elena Teodorini e nipote di Ion Vladicescu e Raluca Stavrescu. Sposò il suo collega, l'attore Grigore Manolescu ed in seconde nozze l'attore Ion Romanescu.

## Carriera

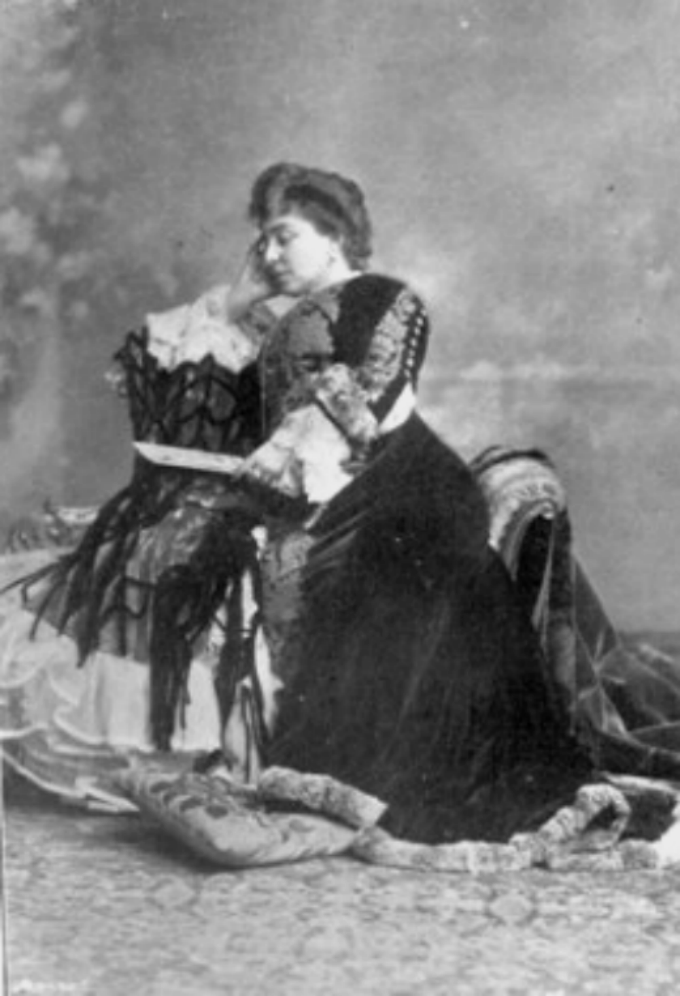
Aristizza Romanescu nel 1902

Fece il suo debutto sul palco del Teatro di Craiova all'età di 18 anni, nel 1872, nella troupe del cabarettista I.D. Ionescu. 
Recitò al Teatro nazionale di Iasi dove venne notata dal primo direttore del Teatro Nazionale di Bucarest, lo scrittore Ion Ghica, che le affidò il ruolo principale nella tragedia Roma învinsă (Roma sconfitta) di A. Parodi, da una traduzione di Ion Luca Caragiale. 
Nel 1881, su raccomandazione di Vasile Alecsandri e di Ion Ghica, si trasferì a Parigi insieme al suo partner, l'attore Grigore Manolescu in seguito ad una borsa di studio. Qui ebbe come insegnanti di arte drammatica Delaunay, Got e Regnier, che rimasero piacevolmente sorpresi dalla sua sensibilità, interpretazione e dizione, la perseveranza e la tenacia.
Tornata in patria, Aristizza Romanescu recitò al Teatro Nazionale di Bucarest e a quello di Iasi, in diverse parti nelle opere teatrali Ovidio di Vasile Alecsandri, O scrisoare pierdută (Una lettera smarrita) e O noapte furtunoasă (Una notte burrascosa) di I.L. Caragiale, Romeo şi Julieta (Romeo e Giulietta), Othello (Otello) e Macbeth di Shakespeare, Tartuffe (Il Tartuffo) di Molière.
Dal 1889 recitò solo sulla scena del teatro della capitale, dove dette vita per la prima volta ai personaggi di Caragiale, Zoe e Anca.
Fu docente al Conservatorio di arte drammatica di Bucarest dove ebbe come allieve: Maria Ventura, Lucia Sturdza-Bulandra, Elvira Popescu, Maria Filotti, Sonia Cluceru.
Insieme a Elvira Popescu (contadina), Maria Filotti (contadina), Sonia Cluceru (crocerossina) e Constantin I. Nottara (Osman Pasa) fece parte del cast nel primo film rumeno, Independenţa României (L'indipendenza della Romania), realizzato tra il 1911 e il 1912, dove interpretò il ruolo di una crocerossina.
Disse di lei Lucia Sturdza-Bulandra:
()

## Vita personale
Dopo la morte del marito, Grigore Manolescu, sposò in seconde nozze il collega Ion Romanescu
Nel 1903 Aristizza Romanescu si ritirò dall'insegnamento, ottenendo una piccola pensione con la quale ebbe difficoltà a sopravvivere. Dopo un anno ricevette un aiuto da parte dello Stato del valore di 100 lei, fatto che la rammaricò molto, tanto da consigliare a chi volesse intraprendere questo mestiere di rinunciare (volume Amintirile - Ricordi, pubblicato nel 1904).
()
Morì il 4 giugno 1918 e venne sepolta nel cimitero Eternitatea (L'eternità) di Iasi.

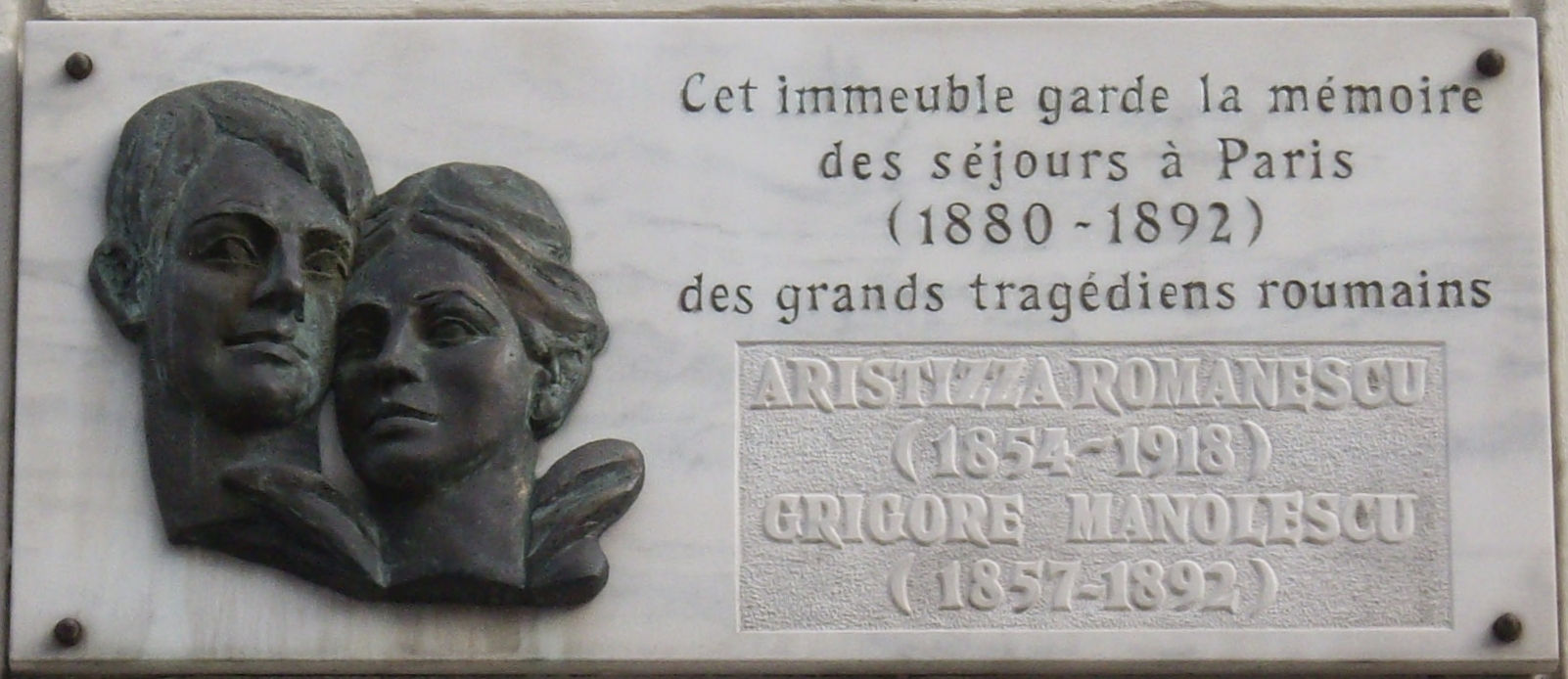
Targa comemorativa su rue Croix-des-Petits-Champs a Parigi

## Intitolazioni
Una targa commemorativa che recita « Cet immeuble garde la mémoire des séjours à Paris (1880-1892) des grands tragédiens roumains Aristizza Romanescu (1854-1918), Grigore Manolescu (1857-1892).» venne posta al numero 4 di rue Croix-des-Petits-Champs a Parigi per ricordare la permanenza dell'attrice e del marito nella capitale francese tra il 1880 e il 1892.
Per renderle omaggio, l'Academia Română ha istituito il premio annuale Aristizza Romanescu nella sezione arte, architettura e audiovisivi che viene accordato agli artisti rumeni o stranieri per i loro contributi alla cultura.